# فردی دراپر
فردی دراپر (انگلیسی: Freddie Draper؛ زادهٔ ۲۸ ژوئیهٔ ۲۰۰۴) بازیکن فوتبال است.